# L'Angélus (groupe)
Pour les articles homonymes, voir Angélus (homonymie).
L'Angélus est un groupe de musique américain composé de quatre membres d'une fratrie de huit enfants : Katie, Paige, Johnny et Stephen Rees, qui font de la musique ensemble depuis leur plus jeune âge. Ils ont commencé à jouer avec leur mère Linda, sous le nom de « Linda Lou and the Lucky Four ». Ils s'inspirent beaucoup de leur région natale de Louisiane, et jouent un mélange de morceaux cajuns traditionnels, du swing, de la swamp pop, et du R&B façon Nouvelle-Orléans. Leur musique a été saluée pour son énergie, son dynamisme et une richesse dans les harmonies vocales,. Ils chantent en anglais et en français.
En 2006, le groupe a été sélectionné par le Billboard Magazine et sur plus de 1400 artistes, il s'est classé comme un des six finalistes dans la cétégorie Musique du Monde indépendante (Independent Music World).

## Membres
Par ordre d'âge décroissant :
- Katie Rees : guitare et chœurs
- Paige : basse et chants
- Johnny : batterie
- Stephen : violon, saxophone, tin whistle, harmonica et chœurs